# یواس‌اس ال‌اس‌تی-۹۹۴
یواس‌اس ال‌اس‌تی-۹۹۴ (به انگلیسی: USS LST-994) یک کشتی است که طول آن ۳۲۸ فوت (۱۰۰ متر) می‌باشد. این کشتی در سال ۱۹۴۴ ساخته شد.